# لیف تسیپورسکی
لیف تسیپورسکی (انگلیسی: Lev Tsipursky؛ 1929 – ۱۹۸۵ (۵۵−۵۶ سال)) دوچرخه‌سوار اهل اتحاد جماهیر شوروی سوسیالیستی بود.